# 公眾咖啡公司
公眾咖啡（英語：Community Coffee）是一家設於美國路易西安納州巴吞魯日的咖啡烘焙與零售公司。成立於1919年，公眾咖啡是美國規模最大的咖啡家族企業。公眾咖啡與北美洲與非洲的咖啡栽種者進行合作，幫助其社區建設工作與友善鳥類（bird-friendly）的咖啡種植方法。
公眾咖啡分布於十一個南方各州，並透過communitycoffee.com運送至全世界。其產品在路易西安納州大部分的餐館、辦公處、食品雜貨店或便利商店，德克薩斯州與密西西比州的連鎖食品雜貨店，以及阿拉巴馬州、阿肯色州、田納西州、喬治亞州、佛羅里達州與北、南卡羅來納州的部分商店內都能找得到。
公眾咖啡是第一家使用真空包裝與過濾器的企業，並使用100%阿拉比卡咖啡豆。其包裝是以深紅色／酒紅色為主，而「紅包裝」則用來指新奧爾良特調的鮮紅色包裝。新奧爾良特調是一項公眾咖啡的咖啡產品，融合了菊苣，並於食品雜貨店與咖啡館販售。然而，咖啡館並非「出售」新奧爾良特調，而是提供公眾咖啡當今生產的各式特調與各類品種、風味的咖啡豆，以及100%菊苣包，讓消費者自行調配自己的「新奧爾良特調」。

## 外部連結
- 公眾咖啡網站（页面存档备份，存于）
- 來自南方的咖啡：公眾咖啡粉絲網站